# 994

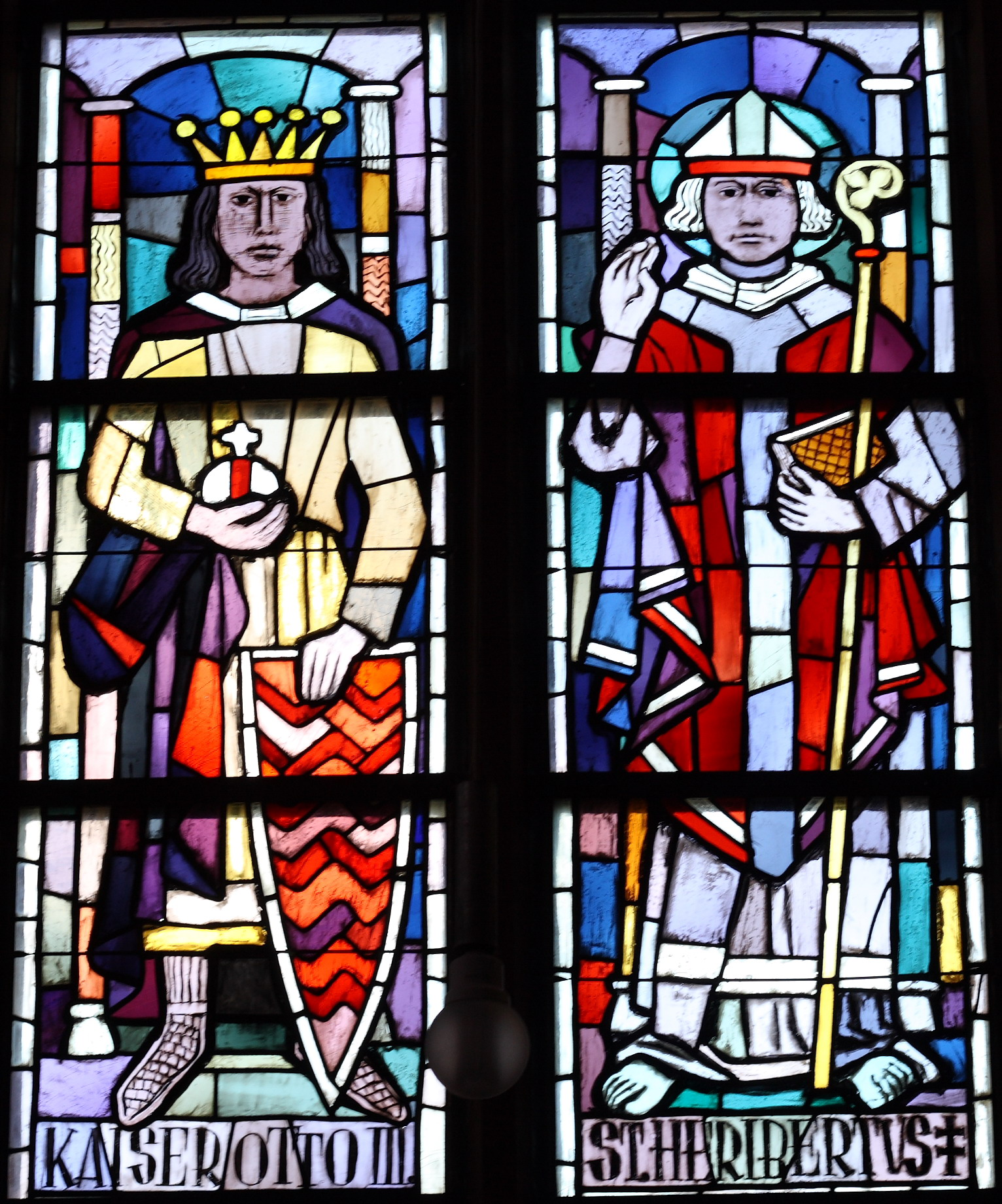
Koning Otto III en Heribert van Keulen.

Het jaar 994 is het 94e jaar in de 10e eeuw volgens de christelijke jaartelling.

## Gebeurtenissen

### Europa
- Herfst - De 14-jarige koning Otto III ontvangt de regalia (symbolen van het koningschap) om zelfstandig te regeren, tijdens een bijeenkomst van de Rijksdag in Solingen. Otto benoemt aartsbisschop Heribert van Keulen tot zijn persoonlijke adviseur en aartskanselier van Italië – een positie die tot dan alleen voor Italiaanse ambtsdragers is gereserveerd.[1]
- Winter - Koning Sancho II overlijdt na een regeerperiode van 24 jaar. Hij wordt opgevolgd door zijn zoon García II ("de Sidderende") als heerser van Navarra.[2]

### Engeland
- Een Deense Vikingvloot onder bevel van Olaf Tryggvason vaart de monding van de rivier de Theems op en belegert de hoofdstad Londen. Koning Ethelred II ("de Onberadene") betaald Olaf 22.000 pond aan Danegeld (een dwangbetaling om plunderingen te voorkomen). Olaf breekt de belegering af en keert met de Vikingvloot terug naar Noorwegen.[3]
- De zonen van Meurig ab Idwal, koning van Gwynedd, waaronder Idwal ap Meurig verslaan koning Maredudd ab Owain ap Hywel van Deheubarth en grijpen de macht in Gwynedd. Maredudd moet zijn aanspraken voor de troon in Wales opgeven.[4]

### Religie
- Olaf Tryggvason, een Noorse prins en gedoopte christen, wordt tijdens een ceremonie in Andover als christen ingewijd en ontvangt van Ethelred II geschenken.[5]
- Eerste schriftelijke vermeldingen van Stade (een Hanzestad) en het dorp Westmeerbeek (huidige België).

## Geboren
- Alfons V ("de Nobele"), koning van León (overleden 1028)
- Ibn Hazm, Spaans geestelijke en filosoof (overleden 1064)
- Lothar Udo I, markgraaf van de Noordmark (overleden 1057)
- Sancho III ("de Grote"), koning van Navarra (overleden 1035)

## Overleden
- 23 april - Gerard van Toul (59), Duits bisschop en heilige
- 11 mei - Majolus (of Mayeul) (88), Frans monnik en abt[6]
- 10 juli - Leopold I, Duits edelman en graaf (r. 976 - 994)[7]
- 31 oktober - Wolfgang van Regensburg, Duits bisschop
- Egbert ("Eenoog") (62), Duits edelman en staatsman
- Richardis van Sualafelgau, echtgenote van Leopold I
- Sancho II (56), koning van Navarra (r. 970 - 994)